# Reflexión (matemática)

Reflexión respecto a un eje

En matemáticas, una reflexión es una aplicación desde un espacio euclídeo sobre sí mismo, que es una isometría con un hiperplano como un conjunto de puntos fijos; este conjunto es llamado eje (en 2 dimensiones) o plano (en 3 dimensiones) de reflexión. La imagen de una figura por una reflexión es su imagen especular, en el eje o plano de reflexión. Por ejemplo, la imagen especular de la letra minúscula p por una reflexión con respecto a un eje vertical se vería como la letra q. Su imagen por una reflexión en un eje horizontal se vería como la letra b. Una reflexión es una involución: cuando se aplica dos veces sucesivas, cada punto regresa a su localización original, y un objeto geométrico es restaurado a su estado original. 
El vocablo «reflexión» es usado en ocasiones para una clase mayor de aplicaciones de un espacio euclídeo sobre sí mismo, principalmente las isometrías distintas de la identidad que son involuciones. Dichas isometrías tienen un conjunto de puntos fijos (el «espejo») que es un subespacio afín, pero es posiblemente más pequeño que un hiperplano. Por ejemplo, la reflexión a través de un punto es una isometría involutiva con sólo un punto fijo; la imagen de la letra p bajo ella se vería como una d. Esta operación también es conocida como una inversión central (Coxeter, 1969, §7.2), y exhibe al espacio euclídeo como un espacio simétrico. En un espacio vectorial euclídeo, la reflexión sobre el punto situado en el origen es lo mismo que el cambio de signo de las componentes de un vector. Otros ejemplos incluyen reflexiones con respecto a una línea recta en el espacio tridimensional. Por lo general, el uso sin calificativos del término «reflexión» quiere decir reflexión con respecto a un hiperplano.
Si una figura no cambia al aplicársele una reflexión, se dice que tiene simetría especular.
En la literatura (particularmente en inglés), se usa también el término flip para referirse a una reflexión.

## Construcción

El punto Q es la reflexión del punto P a través de la línea AB.

En una geometría planar (o, respectivamente, 3-dimensional), para encontrar la reflexión de un punto se tiende una línea perpendicular del punto a la línea (plano) usado para la reflexión y se extiende la misma distancia del otro lado de ésta. Para encontrar la reflexión de una figura, se reflejan todos los puntos de la misma.
Para reflejar el punto P a través de la línea AB usando una regla y compás, se procede de la siguiente forma (véase la figura):
1. (En rojo) Se construye un círculo con centro en P y un radio fijo r para crear los puntos A' y B' sobre la línea AB, que serán equidistantes a P.
2. (En verde) Se construyen círculos con centro en A' y B' con radio r. P y Q serán los puntos de intersección de estos dos círculos.

El punto Q es entonces la reflexión del punto P a través de la línea AB

## Propiedades

Una reflexión a través de un eje seguida de una reflexión en un segundo eje no paralelo al primero resulta en un movimiento total que es equivalente a un movimiento de rotación alrededor del punto de intersección de los ejes.

La matriz de una reflexión es ortogonal con determinante de -1 y valores propios de -1, 1, 1, ..., 1. El producto de dichas matrices es una matriz especial ortogonal que representa una rotación. Cada rotación es el resultado de reflejar un número par de reflexiones en hiperplanos a través del origen, y cada rotación impropia es el resultado de reflejar un número impar de veces. De esta forma, las reflexiones general al grupo ortogonal, y este resultado es conocido como el teorema de Cartan-Dieudonné.
De forma similar, el grupo euclídeo, que consiste en todas las isometrías del espacio euclídeo, es generado por reflexiones en hiperplanos afines. En general, un grupo generado por reflexiones en hiperplanos afines es conocido como un grupo de reflexión. Los grupos finitos generados de esta forma son ejemplos de grupos de Coxeter.[cita requerida]

## Reflexión respecto a un punto

Punto reflejado: se toma su vector desde el centro de reflexión, y se gira 180º

Reflexión respecto a un punto como la combinación de reflexiones respecto a dos ejes

La reflexión a través de un punto es la imagen formada tomando este punto como centro. Sea un punto Z el centro de una reflexión. Entonces, se asigna a cada punto P del plano o espacio de dibujo un punto imagen P', que se determina aplicando el vector PZ desde el punto Z.
Una reflexión puntual con respecto al origen de coordenadas se denomina reflexión espacial.
La aplicación posee un único punto fijo (un punto que la transformación deja sin cambios), el centro Z. Las líneas fijas (las líneas que se transfieren sobre sí mismas) son exactamente las líneas que pasan por Z. Cualquier línea recta g se asigna a una línea recta paralela g'.
En el plano, la reflexión con respecto a un punto Z es equivalente a una rotación de 180° alrededor del centro de rotación Z.
Las reflexiones puntuales son consistentes con líneas rectas, longitudes y ángulos, es decir producen imágenes congruentes.
Cada reflexión respecto a un punto en un plano se puede sustituir por la composición de dos reflexiones respecto a dos ejes que pasan por el centro Z y son perpendiculares entre sí. El orden de estas reflexiones es, por tanto, arbitrario.
Cada reflexión respecto a un punto en el espacio puede sustituirse por reflexiones respecto a tres planos aplicadas sucesivamente. Los tres planos especulares pasan por el centro Z y son perpendiculares entre sí. El orden de estas reflexiones es, por tanto, arbitrario.

## Reflexión a través de una línea recta en el plano
La reflexión a través de una línea recta que pasa por el origen en dos dimensiones puede ser descrita con la siguiente fórmula:
{\displaystyle \operatorname {Ref} _{l}(v)=2{\frac {v\cdot l}{l\cdot l}}l-v,}
donde v denota al vector que será reflejado, l denota cualquier vector en la línea en la que será reflejada, y v·l denota el producto escalar de v con l. Nótese que la fórmula también puede ser escrita de la forma
{\displaystyle \operatorname {Ref} _{l}(v)=2\operatorname {Proy} _{l}(v)-v,}
donde la reflexión de la línea l sobre v es igual a dos veces la proyección de v en la línea l menos v. Las reflexiones en una línea tienen los valores propios 1 y -1.

## Reflexión a través de un hiperplano enndimensiones
Dado un vector a en un espacio euclídeo Rn, la fórmula para la reflexión respecto a un hiperplano que pasa a través del origen, ortogonal a a, está dado por
{\displaystyle \operatorname {Ref} _{a}(v)=v-2{\frac {v\cdot a}{a\cdot a}}a,}
donde v ⋅ a denota al producto escalar de v con a. Nótese que el segundo término en la ecuación superior es justamente el doble de la proyección de v sobre a. Es posible verificar que
- Refa(v) = −v, si v es paralelo a a, y
- Refa(v) =  v, si v es perpendicular a a.

Usando el producto geométrico, la fórmula es
{\displaystyle \operatorname {Ref} _{a}(v)=-{\frac {ava}{a^{2}}}.}
Ya que estas reflexiones son isometrías del espacio euclídeo en el que el origen se queda fijo, pueden ser representadas por matrices ortogonales. La matriz ortogonal correspondiente a la reflexión arriba escrita es la matriz cuyas entradas son
{\displaystyle R_{ij}=\delta _{ij}-2{\frac {a_{i}a_{j}}{\left\|a\right\|^{2}}},}
donde δij es la delta de Kronecker.
La fórmula para la reflexión en el hiperplano afín {\displaystyle v\cdot a=c} no a través del origen, es
{\displaystyle \operatorname {Ref} _{a,c}(v)=v-2{\frac {v\cdot a-c}{a\cdot a}}a.}